# Severin Grande
Severin Grande, född den 8 november 1869 i Verdalen, död den 13 juni 1934 i Oslo, var en norsk målare.
Grande hämtade sina motiv från norska bondstugor och äldre stadsdelar i Kristiania, oftast målade i ett brunaktigt ljusdunkel. Senare målade han främst franska och italienska gatu- och landskapsvyer, vilka han mot slutet övergav för stilleben och landskapsmåleri i expressionistisk stil.